# 裴蓓
裴蓓（1984年12月19日—），中國女模特兒。

## 生平
2002年參加新絲路模特大賽，獲得安徽赛区的季军和最上镜奖两个奖项，開始進入模特界。在校學習設計係期間，多次參加古驰、麥斯公司、馬斯·馬拉等名牌展示會，開始立足國際模特界。2007年签约模特兒经纪公司圖像模特。

## 模特兒事業
曾經獲得「中國模特之星」亞軍與最上鏡獎、中國風尚大典風尚女模提名。

## 電視劇
- 2010年:《歡迎愛光臨》-飾:法罗拉
- 2013年:《踮起腳尖吻到愛》-飾:趙美齡

## 外部連結
- NewYork Fashion - Emma Pei（页面存档备份，存于）